# Ensen
Ensen ist ein rechtsrheinischer Stadtteil von Köln im Stadtbezirk Porz.

## Lage
Ensen grenzt im Westen an Westhoven, im Nordosten mit dem Rangierbahnhof Gremberg an den Stadtteil Gremberghoven und im Südosten an Porz.
Im Süden grenzt Ensen an den Rhein, auf der gegenüberliegenden Rheinseite befinden sich die Stadtteile Weiß und Rodenkirchen.

## Geschichte
Der Name Ensen ist vermutlich keltischen Ursprungs und bedeutet fließendes Wasser. Aufgrund der durch den Rhein bedingten Hochwasserproblematik, die vor allem den Einwohnern des Stadtteils Westhoven schadet, wird der Name Ensen vom Wort „Insel“ abgeleitet, da es höher gelegen ist, als das eng benachbarte Westhoven. Westhoven hingegen leitet sich von Wüsthoven ab, da bei Hochwasser der Höhenunterschied der beiden Stadtteile sichtbar wird. Erstmals erwähnt wurde Ensen in einem Mirakelbuch des heiligen Anno II.
Das Dorf Ensen, seit 1773 eine selbständige Pfarrgemeinde, zählte zum Ende des 18. Jahrhunderts rund 160 Einwohner. Politisch gehörte Ensen seit dem Mittelalter zum Amt Porz im Herzogtum Berg. 1795 wurde der Ort von französischen Revolutionstruppen besetzt. 1815 kam Ensen an die preußische Rheinprovinz. Am Anfang des 20. Jahrhunderts wurde in Ensen eine psychiatrische Klinik gebaut. Seit 1929 gehörte Ensen zum Amt Porz und seit 1932 zum Rheinisch-Bergischen Kreis. Die Eingemeindung nach Köln erfolgte 1975.

## Religion

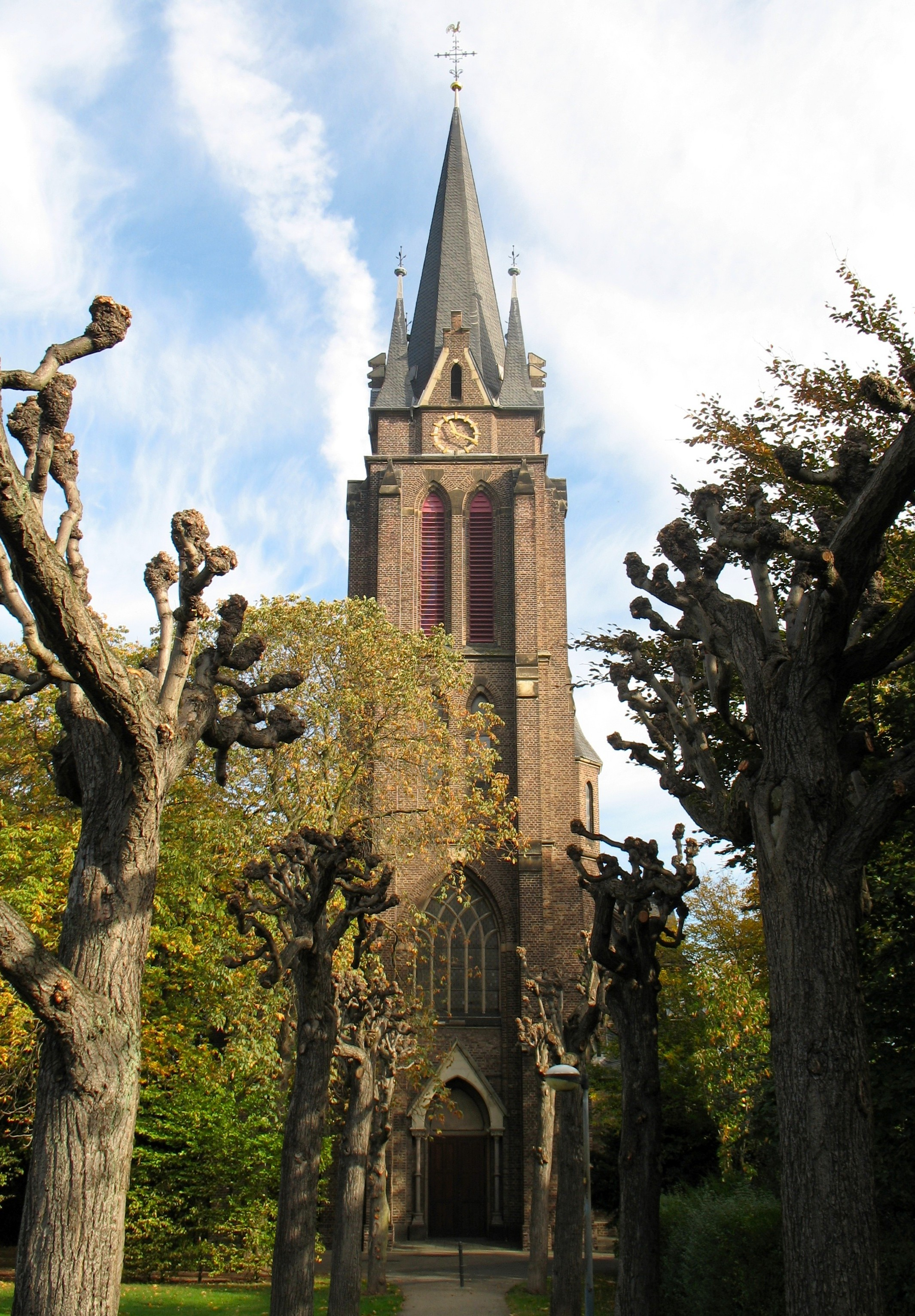
Kirche St.Laurentius

Die katholische Pfarrkirche Sankt Laurentius wurde zwischen 1894 und 1896 errichtet. Das Gebäude besteht aus einer neugotischen, dreischiffigen Stufenhalle. Der Chor ist eingezogen und die Kirche wird von einem Satteldach mit Quergiebeln und Dachreiter bedeckt. Der Vierkantturm besitzt mehrere Ecktürmchen und einen Achteckhelm.

## Bevölkerungsstatistik
Struktur der Bevölkerung von Köln-Ensen (2021):
- Durchschnittsalter der Bevölkerung: 43,8 Jahre (Kölner Durchschnitt: 42,3 Jahre)
- Ausländeranteil: 18,3 % (Kölner Durchschnitt: 19,3 %)
- Arbeitslosenquote: 8,0 % (Kölner Durchschnitt: 8,6 %)

## Vereine
- TV Ensen-Westhoven 07 e. V.
- Pfadfinderstamm Sankt Laurentius
- Bürgerverein Ensen-Westhoven e. V.
- Spielmannszug Sankt Sebastian Ensen-Westhoven 1948 e. V.
- Festkomitee Ensen-Westhovener Karneval e. V.
- SV Westhoven-Ensen 1931 e. V.
- Sankt-Sebastian-Schützenbruderschaft Ensen-Westhoven
- KG Närrischer Laurentius e. V.

## Einrichtungen

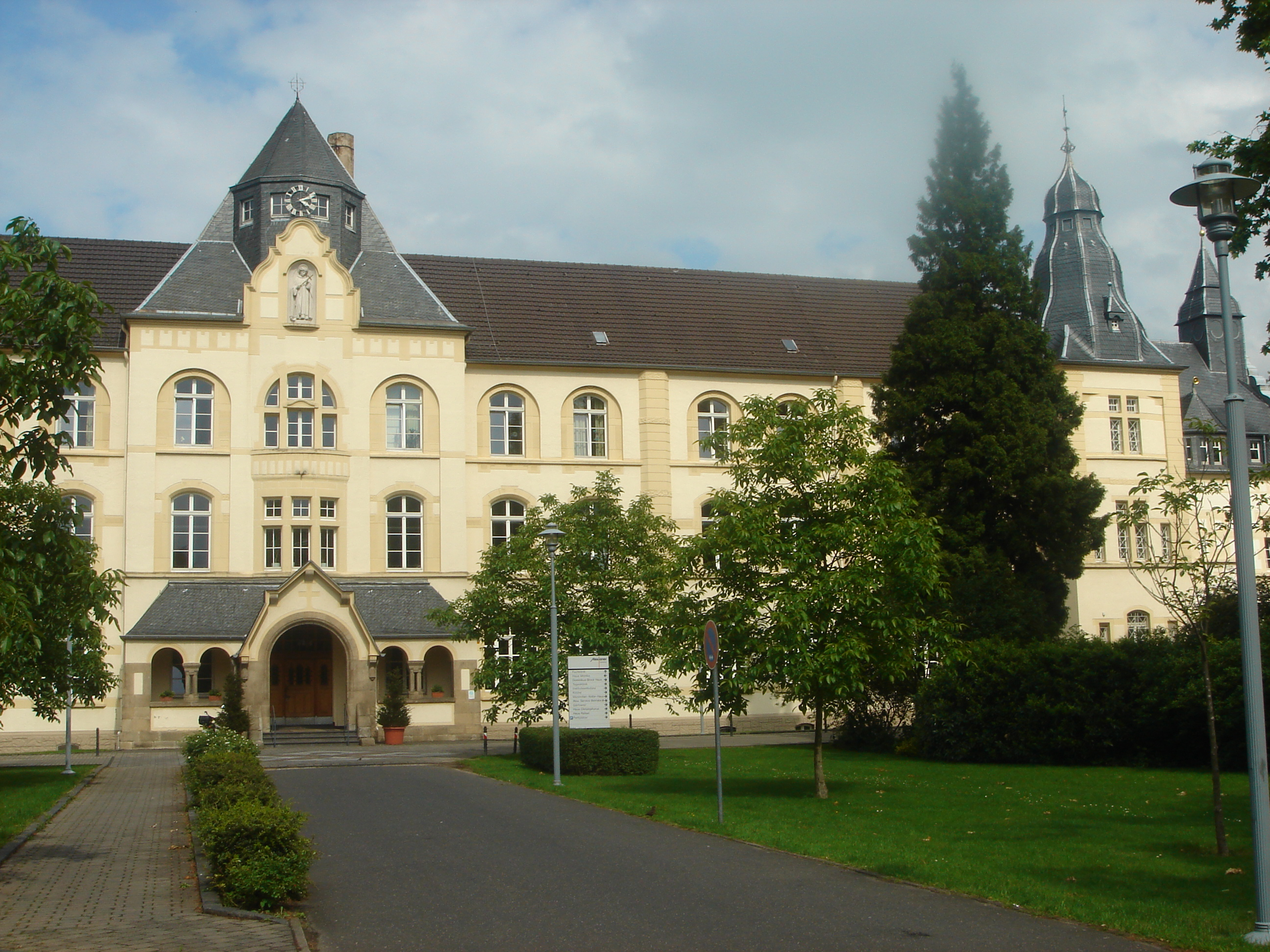
Alexianer-Krankenhaus

- Alexianerkrankenhaus, zwischen 1905 und 1908 als Klinik für psychisch Kranke vom Convent und Krankenhaus der Alexianerbrüder errichtet.
- Freiwillige Feuerwehr Köln, Löschgruppe Ensen-Westhoven
- Städtische Gemeinschaftsgrundschule Ensen